# Biljana Petrović
Biljana Petrović (z domu Bojović, ur. 28 lutego 1961 w Kraljevie) – chorwacka lekkoatletka specjalizująca się w skoku wzwyż, uczestniczka letnich igrzysk olimpijskich w Seulu (1988). W czasie swojej kariery reprezentowała również Jugosławię.
W 1990 r. zdobyła tytuł Chorwackiej Sportsmenki Roku.
W 1991 r. została ukarana dwuletnią dyskwalifikacją za stosowanie niedozwolonych środków dopingujących.

## Sukcesy sportowe
- pięciokrotna mistrzyni Jugosławii w skoku wzwyż – 1983, 1986, 1987, 1989, 1990[3]
- halowa mistrzyni Jugosławii w skoku wzwyż – 1987[4]

| Rok  | Miasto     | Zawody                     | Konkurencja | Wynik         |
| ---- | ---------- | -------------------------- | ----------- | ------------- |
| 1983 | Casablanca | Igrzyska śródziemnomorskie | skok wzwyż  | srebrny medal |
| 1987 | Latakia    | Igrzyska śródziemnomorskie | skok wzwyż  | srebrny medal |
| 1989 | Haga       | Halowe mistrzostwa Europy  | skok wzwyż  | 4. miejsce    |
| 1989 | Budapeszt  | Halowe mistrzostwa świata  | skok wzwyż  | 4. miejsce    |
| 1990 | Split      | Mistrzostwa Europy         | skok wzwyż  | srebrny medal |

## Rekordy życiowe
- skok wzwyż – 2,00 – Paryż 22/06/1990
- skok wzwyż (hala) – 1,94 – Budapeszt 05/03/1989